# 9e étape du Tour de France 1998
Pour un article plus général, voir Tour de France 1998.
La neuvième étape du Tour de France a eu lieu le 20 juillet 1998 entre Montauban et Pau avec 210 km de course disputés sur un parcours de plaine.

## Récit
Une échappée de 4 coureurs parvient à conserver un maigre avantage sur le peloton (12 secondes). La victoire d'étape revient à Léon van Bon, beaucoup plus économe dans ses efforts que son dauphin Jens Voigt. Laurent Desbiens conserve le Maillot jaune.

## Classement de l'étape
| \| Classement de l'étape \| Classement de l'étape \| Classement de l'étape \| Classement de l'étape \| Classement de l'étape \| \| Coureur \| Coureur \| Pays \| Équipe \| Temps \| \| --------------------- \| --------------------- \| --------------------- \| ------------------------------- \| --------------------- \| \| 1er \| Léon van Bon \| Pays-Bas \| Rabobank \| 5 h 21 min 10 s \| \| 2e \| Jens Voigt \| Allemagne \| Gan \| + 0 s \| \| 3e \| Massimiliano Lelli \| Italie \| Cofidis-Le Crédit par Téléphone \| + 0 s \| \| 4e \| Christophe Agnolutto \| France \| Casino \| + 0 s \| \| 5e \| Erik Zabel \| Allemagne \| Deutsche Telekom \| + 12 s \| \| 6e \| Robbie McEwen \| Australie \| Rabobank \| + 12 s \| \| 7e \| Tom Steels \| Belgique \| Mapei-Bricobi \| + 12 s \| \| 8e \| Mario Traversoni \| Italie \| Mercatone Uno-Bianchi \| + 12 s \| \| 9e \| François Simon \| France \| Gan \| + 12 s \| \| 10e \| Lars Michaelsen \| Danemark \| TVM-Farm Frites \| + 12 s \| |                      |           |                                 |                 |
| |                      |           |                                 |                 |
| |                      |           |                                 |                 |
| Classement de l'étape |                      |           |                                 |                 |
| Coureur | Coureur              | Pays      | Équipe                          | Temps           |
| 1er | Léon van Bon         | Pays-Bas  | Rabobank                        | 5 h 21 min 10 s |
| 2e | Jens Voigt           | Allemagne | Gan                             | + 0 s           |
| 3e | Massimiliano Lelli   | Italie    | Cofidis-Le Crédit par Téléphone | + 0 s           |
| 4e | Christophe Agnolutto | France    | Casino                          | + 0 s           |
| 5e | Erik Zabel           | Allemagne | Deutsche Telekom                | + 12 s          |
| 6e | Robbie McEwen        | Australie | Rabobank                        | + 12 s          |
| 7e | Tom Steels           | Belgique  | Mapei-Bricobi                   | + 12 s          |
| 8e | Mario Traversoni     | Italie    | Mercatone Uno-Bianchi           | + 12 s          |
| 9e | François Simon       | France    | Gan                             | + 12 s          |
| 10e | Lars Michaelsen      | Danemark  | TVM-Farm Frites                 | + 12 s          |

## Classement général
À la suite de cette étape ou l'échappée termine avec seulement douze secondes d'avance sur le peloton, il n'y a pas de changement au classement général. C'est le Français Laurent Desbiens (Cofidis-Le Crédit par Téléphone) qui porte toujours le maillot jaune de leader. Il devance toujours l'Italien Andrea Tafi (Mapei-Bricobi) de 14 secondes et son compatriote Jacky Durand (Casino) de 43 secondes. Seul point à noter, la défaillance de l'Américain Tyler Hamilton (US Postal Service) qui perd plus de 18 min et donc sa place dans le top 10.
| \| Classement général \| Classement général \| Classement général \| Classement général \| Classement général \| \| Coureur \| Coureur \| Pays \| Équipe \| Temps \| \| ------------------ \| -------------------------- \| ------------------ \| ------------------------------- \| ------------------ \| \| 1er \| Laurent Desbiens \| France \| Cofidis-Le Crédit par Téléphone \| 41 h 31 min 18 s \| \| 2e \| Andrea Tafi \| Italie \| Mapei-Bricobi \| + 14 s \| \| 3e \| Jacky Durand \| France \| Casino \| + 43 s \| \| 4e \| Joona Laukka \| Finlande \| Lotto-Mobistar \| + 2 min 54 s \| \| 5e \| Jan Ullrich \| Allemagne \| Deutsche Telekom \| + 3 min 21 s \| \| 6e \| Bo Hamburger \| Danemark \| Casino \| + 4 min 39 s \| \| 7e \| Bobby Julich \| États-Unis \| Cofidis-Le Crédit par Téléphone \| + 4 min 39 s \| \| 8e \| Laurent Jalabert \| France \| ONCE \| + 4 min 45 s \| \| 9e \| Viatcheslav Ekimov \| Russie \| US Postal Service \| + 5 min 07 s \| \| 10e \| José Vicente García Acosta \| Espagne \| Banesto \| + 5 min 11 s \| |                            |            |                                 |                  |
| |                            |            |                                 |                  |
| |                            |            |                                 |                  |
| Classement général |                            |            |                                 |                  |
| Coureur | Coureur                    | Pays       | Équipe                          | Temps            |
| 1er | Laurent Desbiens           | France     | Cofidis-Le Crédit par Téléphone | 41 h 31 min 18 s |
| 2e | Andrea Tafi                | Italie     | Mapei-Bricobi                   | + 14 s           |
| 3e | Jacky Durand               | France     | Casino                          | + 43 s           |
| 4e | Joona Laukka               | Finlande   | Lotto-Mobistar                  | + 2 min 54 s     |
| 5e | Jan Ullrich                | Allemagne  | Deutsche Telekom                | + 3 min 21 s     |
| 6e | Bo Hamburger               | Danemark   | Casino                          | + 4 min 39 s     |
| 7e | Bobby Julich               | États-Unis | Cofidis-Le Crédit par Téléphone | + 4 min 39 s     |
| 8e | Laurent Jalabert           | France     | ONCE                            | + 4 min 45 s     |
| 9e | Viatcheslav Ekimov         | Russie     | US Postal Service               | + 5 min 07 s     |
| 10e | José Vicente García Acosta | Espagne    | Banesto                         | + 5 min 11 s     |

## Classements annexes
| Classement par points | Classement par points | Classement par points | Classement par points | Classement par points |
| Coureur               | Coureur               | Pays                  | Équipe                | Points                |
| --------------------- | --------------------- | --------------------- | --------------------- | --------------------- |
| 1er                   | Erik Zabel            | Allemagne             | Deutsche Telekom      | 197 pts               |
| 2e                    | Ján Svorada           | Tchéquie              | Mapei-Bricobi         | 157 pts               |
| 3e                    | Robbie McEwen         | Australie             | Rabobank              | 134 pts               |
| 4e                    | Tom Steels            | Belgique              | Mapei-Bricobi         | 126 pts               |
| 5e                    | Frédéric Moncassin    | France                | Gan                   | 126 pts               |

| Classement par points | Classement par points | Classement par points | Classement par points | Classement par points |
| Coureur               | Coureur               | Pays                  | Équipe                | Points                |
| --------------------- | --------------------- | --------------------- | --------------------- | --------------------- |
| 1er                   | Erik Zabel            | Allemagne             | Deutsche Telekom      | 197 pts               |
| 2e                    | Ján Svorada           | Tchéquie              | Mapei-Bricobi         | 157 pts               |
| 3e                    | Robbie McEwen         | Australie             | Rabobank              | 134 pts               |
| 4e                    | Tom Steels            | Belgique              | Mapei-Bricobi         | 126 pts               |
| 5e                    | Frédéric Moncassin    | France                | Gan                   | 126 pts               |

| Classement de la montagne | Classement de la montagne | Classement de la montagne | Classement de la montagne       | Classement de la montagne |
| Coureur                   | Coureur                   | Pays                      | Équipe                          | Points                    |
| ------------------------- | ------------------------- | ------------------------- | ------------------------------- | ------------------------- |
| 1er                       | Jens Voigt                | Allemagne                 | Gan                             | 36 pts                    |
| 2e                        | Stefano Zanini            | Italie                    | Mapei-Bricobi                   | 26 pts                    |
| 3e                        | Alberto Elli              | Italie                    | Casino                          | 15 pts                    |
| 4e                        | Philippe Gaumont          | France                    | Cofidis-Le Crédit par Téléphone | 15 pts                    |
| 5e                        | Christophe Agnolutto      | France                    | Casino                          | 14 pts                    |

| Classement de la montagne | Classement de la montagne | Classement de la montagne | Classement de la montagne       | Classement de la montagne |
| Coureur                   | Coureur                   | Pays                      | Équipe                          | Points                    |
| ------------------------- | ------------------------- | ------------------------- | ------------------------------- | ------------------------- |
| 1er                       | Jens Voigt                | Allemagne                 | Gan                             | 36 pts                    |
| 2e                        | Stefano Zanini            | Italie                    | Mapei-Bricobi                   | 26 pts                    |
| 3e                        | Alberto Elli              | Italie                    | Casino                          | 15 pts                    |
| 4e                        | Philippe Gaumont          | France                    | Cofidis-Le Crédit par Téléphone | 15 pts                    |
| 5e                        | Christophe Agnolutto      | France                    | Casino                          | 14 pts                    |

| Classement du meilleur jeune | Classement du meilleur jeune | Classement du meilleur jeune | Classement du meilleur jeune    | Classement du meilleur jeune |
| Coureur                      | Coureur                      | Pays                         | Équipe                          | Temps                        |
| ---------------------------- | ---------------------------- | ---------------------------- | ------------------------------- | ---------------------------- |
| 1er                          | Jan Ullrich                  | Allemagne                    | Deutsche Telekom                | 41 h 34 min 39 s             |
| 2e                           | Stuart O'Grady               | Australie                    | Gan                             | + 1 min 53 s                 |
| 3e                           | Philippe Gaumont             | France                       | Cofidis-Le Crédit par Téléphone | + 3 min 23 s                 |
| 4e                           | Fabio Sacchi                 | Italie                       | Polti                           | + 3 min 37 s                 |
| 5e                           | George Hincapie              | États-Unis                   | US Postal Service               | + 3 min 53 s                 |

| Classement du meilleur jeune | Classement du meilleur jeune | Classement du meilleur jeune | Classement du meilleur jeune    | Classement du meilleur jeune |
| Coureur                      | Coureur                      | Pays                         | Équipe                          | Temps                        |
| ---------------------------- | ---------------------------- | ---------------------------- | ------------------------------- | ---------------------------- |
| 1er                          | Jan Ullrich                  | Allemagne                    | Deutsche Telekom                | 41 h 34 min 39 s             |
| 2e                           | Stuart O'Grady               | Australie                    | Gan                             | + 1 min 53 s                 |
| 3e                           | Philippe Gaumont             | France                       | Cofidis-Le Crédit par Téléphone | + 3 min 23 s                 |
| 4e                           | Fabio Sacchi                 | Italie                       | Polti                           | + 3 min 37 s                 |
| 5e                           | George Hincapie              | États-Unis                   | US Postal Service               | + 3 min 53 s                 |

| Classement par équipes | Classement par équipes          | Classement par équipes | Classement par équipes |
| Équipe                 | Équipe                          | Pays                   | Temps                  |
| ---------------------- | ------------------------------- | ---------------------- | ---------------------- |
| 1re                    | Cofidis-Le Crédit par Téléphone | France                 | 124 h 37 min 20 s      |
| 2e                     | Casino                          | France                 | + 9 min 24 s           |
| 3e                     | Polti                           | Italie                 | + 12 min 15 s          |
| 4e                     | Deutsche Telekom                | Allemagne              | + 12 min 30 s          |
| 5e                     | US Postal Service               | États-Unis             | + 13 min 04 s          |

| Classement par équipes | Classement par équipes          | Classement par équipes | Classement par équipes |
| Équipe                 | Équipe                          | Pays                   | Temps                  |
| ---------------------- | ------------------------------- | ---------------------- | ---------------------- |
| 1re                    | Cofidis-Le Crédit par Téléphone | France                 | 124 h 37 min 20 s      |
| 2e                     | Casino                          | France                 | + 9 min 24 s           |
| 3e                     | Polti                           | Italie                 | + 12 min 15 s          |
| 4e                     | Deutsche Telekom                | Allemagne              | + 12 min 30 s          |
| 5e                     | US Postal Service               | États-Unis             | + 13 min 04 s          |

## Abandons
Mario Cipollini (abandon)
Alessio Bongioni (abandon)